# هری چپمن (بازیکن فوتبال، زاده۱۹۹۷)
هری چپمن (انگلیسی: Harry Chapman؛ زادهٔ ۵ نوامبر ۱۹۹۷) بازیکن فوتبال اهل بریتانیا است.
از باشگاه‌هایی که در آن بازی کرده‌است می‌توان به باشگاه فوتبال میدلزبرو و باشگاه فوتبال بلکبرن روورز اشاره کرد.
وی همچنین در تیم‌های ملی فوتبال زیر ۱۸ سال انگلستان و زیر ۲۰ سال انگلستان بازی کرده‌است.